# Adélaïde de Hohenlohe-Langenbourg
Adélaïde de Hohenlohe-Langenburg, née le 20 juillet 1835 à Langenbourg, et morte le 25 janvier 1900 à Dresde, est une princesse allemande, nièce de la reine britannique Victoria.

## Biographie

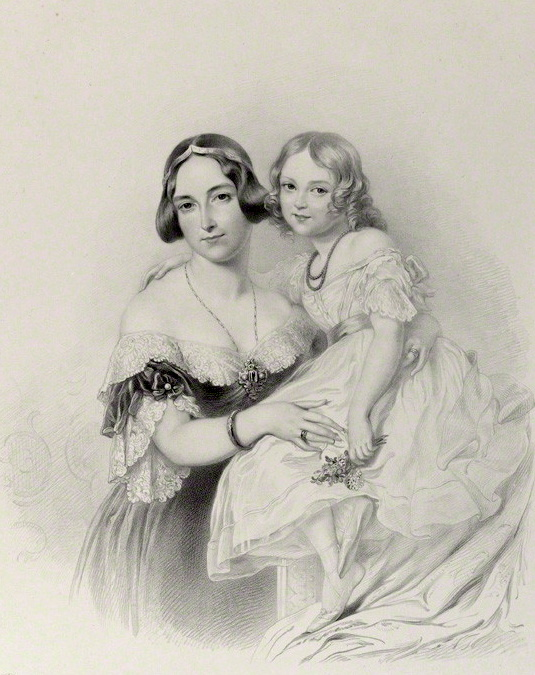
La princesse enfant avec sa mère, lithographie de Richard James Lane (1841)

Deuxième fille de Ernest Ier de Hohenlohe-Langenbourg et de la princesse Théodora de Leiningen, Napoléon III la demande en mariage en 1852. Le prince Albert de Saxe-Cobourg-Gotha et la reine Victoria gardent le silence sur le sujet, ce que la famille Hohenlohe interprète comme une désapprobation. L'offre est alors déclinée. 
Le 11 septembre 1856, elle épouse Frédéric-Auguste de Schleswig-Holstein-Sonderbourg-Augustenbourg dont elle aura sept enfants : 
- Friedrich de Schleswig-Holstein-Sonderbourg-Augustenbourg (3 août 1857-29 octobre 1858)
- Augusta-Victoria de Schleswig-Holstein-Sonderbourg-Augustenbourg (22 octobre 1858-11 avril 1921), dernière impératrice d’Allemagne.
- Caroline-Mathilde de Schleswig-Holstein-Sonderbourg-Augustenbourg (25 janvier 1860-20 février 1932)
- Gérard de Schleswig-Holstein-Sonderbourg-Augustenbourg (20 janvier-11 avril 1862)
- Ernest-Gonthier de Schleswig-Holstein (11 août 1863- 21 février 1921)
- Louise-Sophie de Schleswig-Holstein-Sonderbourg-Augustenbourg (8 avril 1866-28 avril 1952)
- Théodora-Adélaïde de Schleswig-Holstein-Sonderbourg-Augustenbourg (de) (3 juillet 1874-21 juin 1910)

## Postérité
L'île Adélaïde dans l'archipel François-Joseph a été nommée en son honneur.